# كواي (فلم)
كواي (بالإنجليزية: Quay) هو فيلم بريطاني وثائقي قصير من إخراج وإنتاج وتصوير ومونتاج كريستوفر نولان، الذي قام أيضاً بتوزيع الموسيقى التصويرية للفيلم أيضاً، وهو من بطولة الأخوين كواي (ستيفن وتيموثي) وإنتاج شركة أفلام سينكوبي.
| الممثل      | الدور     |
| ----------- | --------- |
| ستيفن كواي  | يُمثّل نفسه |
| تيموثي كواي | يُمثّل نفسه |

## وصلات خارجية
- مقالات تستعمل روابط فنية بلا صلة مع ويكي بيانات